# Laboratorio de Ingenieros del Ejército «General Marvá»
El Laboratorio de Ingenieros del Ejército «General Marvá» (actualmente, Centro General Marvá) es un organismo de España dependiente del Instituto Nacional de Técnica Aeroespacial del Ministerio de Defensa. Fue fundado como Laboratorio de Material de Ingenieros por el General José Marvá y Mayer en 1897.
Nacido en 1846, el General Marvá contaba entonces con su experiencia de profesor de la Academia de Ingenieros de Guadalajara, entre 1874 y 1887, en la que dio especial importancia a la enseñanza práctica, haciendo pruebas de hierros, aceros, maderas y otros minerales usados en construcción, experiencia que trasladaría al nuevo centro.
Un primer intento de crear el laboratorio en 1885 se frustró, pero, poco después, al construirse el Hospital Militar de Carabanchel, se instaló en él un pequeño laboratorio de ensayo de materiales, algunos de cuyos instrumentos pasaron en 1897 al Laboratorio de Material de Ingenieros. Este, concebido para ensayar materiales de ingeniería, fue el primer laboratorio que ensayó en España materiales de construcción.
El centro mantiene en la actualidad su propósito inicial de ser un espacio de exploración, aprendizaje y avance científico y técnico. La actividad del Laboratorio se divide en dos grandes áreas: Infraestructura de edificación e instalaciones, y Seguridad y defensa contra emisiones. La primera comprende los ensayos y estudios relacionados con la calidad de las instalaciones, patologías en la construcción, seguridad de las infraestructuras frente a terremotos, explosiones e impactos, etc. La segunda, ensayos radioeléctricos según las normas del Centro Criptológico Nacional y de la OTAN, realización de mapas de ruidos y estudios acústicos, entre otros.
El hoy llamado Centro General Marvá cuenta con una máquina de calibración de transductores de fuerza a compresión y tracción (células de carga), que es la de mayor capacidad en España, alcanzando los 5 Meganewton para células de compresión.
Fruto de su larga historia, el Centro General Marvá alberga un Museo de Instrumentos Antiguos, en el que –dividida en las secciones correspondientes a la actividad histórica del centro (Química, Mecánica, Materiales Aglomerantes y Pétreos, Mecánica de Suelos, Electricidad y Electrónica, Simulación ambiental y Acústica)- se puede ver una colección de instrumentos de gran valor histórico.